# En votre honneur, mesdames !
Pour plus de détails, voir Fiche technique et Distribution.
En votre honneur, mesdames ! (To the Ladies) est un film muet américain réalisé par James Cruze, sorti en 1923.

## Fiche technique
- Titre original : To the Ladies
- Titre français : En votre honneur, mesdames !
- Réalisation : James Cruze
- Scénario : Walter Woods d'après la pièce de Marc Connelly et George S. Kaufman
- Photographie : Karl Brown
- Société de production : Paramount Pictures
- Pays d'origine : États-Unis
- Format : Noir et blanc - 1,33:1 - Film muet
- Genre : comédie
- Durée : 60 minutes
- Date de sortie : 1923

## Distribution
- Edward Everett Horton : Leonard Beebe
- Theodore Roberts : John Kincaid
- Helen Jerome Eddy : Elsie Beebe
- Louise Dresser : Mme Kincaid
- Z. Wall Covington : Chester Mullin
- Arthur Hoyt : Tom Baker
- Jack Gardner : Bob Cutter